# Liacarus emeiensis
Liacarus emeiensis är en kvalsterart som beskrevs av Wen 1991. Liacarus emeiensis ingår i släktet Liacarus och familjen Liacaridae. Inga underarter finns listade i Catalogue of Life.